# Warzone (Tabletop)
Warzone, häufig auch mit Wz. bzw. Wrz. abgekürzt, ist ein Science-Fiction-Tabletop-Spiel der amerikanischen Firma Excelsior Entertainment. Entwickelt und zuerst veröffentlicht wurde das Spiel von Target Games SE im Jahr 1996. Auf den grundlegenden Spielsystematiken von Warzone basiert das Fantasy-Spiel Chronopia.
Warzone hat als Hintergrund das fiktive Geschehen in unserem Sonnensystem im 23./24. Jahrhundert. In diesem Zeitraum hat die Menschheit das Sonnensystem besiedelt und zu großen Teilen die ausgebeutete und verseuchte Erde verlassen, welche nun nur mehr von mehr oder weniger nomadischen Stämmen bewohnt wird. Anders als in der Vergangenheit organisieren sich die Menschen nicht mehr in Staaten, sondern in wenigen Megakonzernen, welche ganze Planeten beherrschen. Bei dem Vorstoß zur Grenze des Sonnensystems fanden die Conquistadoren des Konzerns Imperial auf dem Planeten Pluto eine stählerne Schrifttafel, durch deren Berührung wurde dem Bösen Zugang in die Sphäre der Menschheit gewährt. Zuerst wandten sich, durch die Wirkung der sog Dunklen Symmetrie, alle Maschinen und Computer, die höher entwickelt waren als zur Zeit des Ersten Weltkrieges auf der Erde, gegen die Menschen, hörten auf zuverlässig zu arbeiten und lieferten falsche Daten. Ab dem genannten Zeitpunkt der technischen Rückentwicklung kann man Welt von Warzone dem Genre des Dieselpunk zurechnen.
Nach diesen Ereignissen wird 50 Jahre später auf dem neuentdeckten Planeten Nero ein nichtmenschliches Gebäude, die Zitadelle, entdeckt und nach deren Betreten folgt der Angriff der dunklen Legion, Horden von Dämonen und Mutanten. Nachdem die Bruderschaft, welche das Kommen der dunklen Legion bereits vor 50 Jahren prophezeit hatte, die revoltierenden Roboter und künstlichen Intelligenzen zerstört hatte, konnte die Menschheit die dunkle Legion auf der Venus zurückschlagen, und die Konzerne kämpfen seitdem mit einfachen Waffen und Techniken gegeneinander.
Zum Handlungszeitpunkt sind seit dem Rückzug des Bösen 1200 Jahre vergangen und es kehrt langsam in die Sphäre der Menschheit zurück.
Warzone liegt von der Spielgröße zwischen den beiden bekannten Tabletop Spiele Confrontation und Warhammer Fantasy. Es ist ein Skirmisher System mit Schwerpunkt auf Truppen und weniger auf Einzelfiguren. Inzwischen liegt die 3. Edition des Spieles, Ultima Warzone, vor, welche eine Mischung aus den ersten beiden Versionen ist. Der hohe Einsatz von Gelände ist wie bei Chronopia auch bei Warzone ein wichtiger Bestandteil des Spieles.

## Fraktionen bei Warzone
Bei diesem Spiel muss man sich für eine der folgenden Fraktionen entscheiden, für die es jeweils eine eigene Armeeliste gibt, nach der man seine Spielarmee aufstellt. Fast alle Fraktionen sind Menschen, welche in sogenannten Konzernen organisiert sind, die einzigen großen politischen und wirtschaftlichen Strukturen, neben der Bruderschaft, in der Zukunft.

### Bauhaus
Ein Konzern dessen Bevölkerung aus Kontinentaleuropa und Teilen Asiens stammt. Bauhaus ist vor allem für sein Ingenieurwesen bekannt, das Hauptquartier des Konzerns befindet sich auf der Venus. Die Konzernführung obliegt den vier Kurfürsten, welche wichtige Konzernbereiche leiten.

### Bruderschaft
Religiöser Orden mit der Aufgabe das Böse zu bekämpfen. Unter der Führung des ersten Kardinals Nathaniel Durand, der bereits fünfzig Jahre zuvor ihr kommen vorhergesehen hatte, gelang es den geeinten Konzernen das erste Mal die dunkle Legion zurückzuschlagen. In den vergangenen 1000 Jahren hat die Bruderschaft an Einfluss verloren, was sich aber nach dem erneuten Auftauchen der dunklen Legion zu ändern scheint. Das Hauptquartier, so wie die größten Sakralbauten des Ordens befinden sich auf dem Erdmond.

### Capitol
Ein Konzern der aus der heutigen USA hervorgegangen ist und neben dem Profit auch auf deren Idealen aufbaut. Investierte als erster Konzern massiv in die Raumfahrt. Capitols Hauptquartier befindet sich auf dem Mars.

### Cybertronic
Der jüngste Konzern mit der technisch am weitesten entwickelten Ausrüstung, bildete sich erst nach dem Sieg gegen das Böse und ist 160 Jahre alt. Cybertronic verstieß gegen das Verbot denkende Maschinen zu bauen und verwendet intelligente Kampfroboter, Machinatoren genannt, bereits als billige Fußtruppen sowie höher entwickelte KIs und Cyborgs für komplexere Aufgaben, eine Handlung die der Bruderschaft immer mehr missfällt und zur Konfrontation mit dieser führen könnte. Cybertronic siedelte sich im Asteroidengürtel an und hat seine Basis auf dem Größten Asteroiden Ceres.

### Dunkles Eden
Sammelbegriff für Stämme, die sich aus den übriggebliebenen Menschen auf der verwüsteten Erde gebildet haben, und nun um die wenigen Ressourcen, welche die Megakonzerne zurückgelassen haben, kämpfen.

#### Templer
Die Templer, brutale Kämpfer die von religiösem Fanatismus, und der Überzeugung von Gott auserwählt zu sein, erfüllt sind und als einzige ohne Atemgeräte überleben können, ihre Anpassung verdanken sie einem Team von Genetechnikern die im Auftrag des Kartells die Erde besuchten, dort strandeten und durch ihr Eingreifen in die Biologie der Templer zu Göttern erhoben wurden.

#### Söhne Rasputins
Ebenfalls ein Stamm sind die Söhne Rasputins, die technisch am Höchsten entwickelte Fraktion auf der Erde, die ihr Reich immer weiter ausdehnt, einst war diese aus deutschen und russischen Elementen entstandene Kultur mit den lutheranischen Triaden gegen die Templer verbündet, doch die „Obersts“ die unter dem Herrscher, dem Zaren standen, entschieden sich zum Verrat an den Lutheraner, massakrierten diese und entmachteten den Zaren. Die Lutheraner haben den Verrat niemals vergessen.

#### Lutheranische Triaden
Die lutheranischen Triaden, eine auf dem Protestantismus aufbauende Sekte, gehen in frühester Jugend durch einen Initiationsritus bei welchem Schläuche in Luft und Speiseröhre eingeführt werden, damit die Nase entfernt und zusammen mit dem Mund zugenäht werden kann bis durch folgende Behandlungen ein glattes Gesicht entsteht und der Initiierte in der Lage ist durch eine Filtereinheit, die sog. Jehova-Box, die verseuchte Luft der Erde, ohne eine Gasmaske, zu atmen.

#### Crescentia
Nomadische Gesellschaft die in Städten lebt die sich auf den Rücken gewaltiger Kreaturen befinden. Diese Nomaden ähneln den Kulturen Arabiens und halten sich auch in deren einstigen Verbreitungsgebieten auf.

#### Dunkle Legion
Auch auf der kaum mehr bewohnbaren Erde finden sich Einheiten der dunklen Legion, ihr Stützpunkt in Europa ist eine riesige Festung in den Bergen der deutschen Einöde, für ihren Aufenthalt auf dem dunklen Eden benötigt die Legion keine Schutzausrüstung.

#### Konzerne
Die Konzerne versuchen ebenfalls auf der Erde wieder Fuß zu fassen und Einfluss auf die zurückgelassenen Bewohner zu nehmen. Bauhaus hat Erfolge bei den Söhnen Rasputins, bedingt durch die gemeinsame Vergangenheit, da Bauhaus' Bevölkerung aus den Volksgruppen Kontinentaleuropas und Asiens stammt. Eine ähnliche Strategie verfolgt Imperial, der Konzern hat bei den Lutheranern Einfluss gewonnen, etwas das ebenfalls auf eine gemeinsame Geschichte zurückgeht, da die Clans von Imperial von den britischen Inseln stammen, der Heimat der Triaden. Cybertronic, oder besser, die Cyborgs die der Konzern auf die Erde gesandt hat, werden von den Templern als gleichwertig, als auserwählte und verbesserte Form des Menschen anerkannt.
Als einziger Konzern hat Capitol eine Basis auf der Erde, welche sich unter dem Toten Meer befindet.

#### Bruderschaft
Die Bruderschaft operiert von ihrem Hauptquartier aus den Ruinen von Jerusalem aus und behält die Lage auf dem Dunklen Eden im Auge.

### Dunkle Legion
Das Böse, eine Armee von Dämonen, Untoten, Mutanten und von diesen Mächten unterworfenen Außerirdische, die unter der Führung von fünf Aposteln, im Namen einer Entität die nur als die dunkle Seele bekannt ist, gegen die Menschheit kämpfen. Ilijan – Die Herrin der Leere, ist dabei der mächtigste und bedeutendste Apostel. Algeroth, der als eine gewaltige 10 Meter hohe, mit allen erdenklichen Waffen durchsetzte Kreatur erscheint, ist der Apostel des Krieges, Semai, ein aufgedunsenes Wesen, ist der Apostel der Boshaftigkeit, Muawijhe ist der Apostel der Illusionen, und der entstellte Demnogonis, ist der Apostel der Seuchen und Krankheiten. Zwischen den fünf Aposteln kommt es immer wieder zu Machtkämpfen, doch bleiben diese immer unter Kontrolle da die Apostel der dunklen Seele Rechenschaft schuldig sind. Die nächstniedere Stufe der Hierarchie besetzen die Nephariten, schreckenerregende Kreaturen mit Stacheln, pupillenlosen Augen und grotesken Körpern. Alakhai der Gerissene, und Valpurgius, sein Erzmagus, zum Beispiel, sind Nephariten von Algeroth. Überall wo die Legion einfällt errichtet sie dunkle Zitadellen als Ausenposten.

### Imperial
Ein Konzern der an das britische Empire angelehnt ist und sich in Klans organisiert hat. Eine Hälfte des Logos zeigt einen halben Union Jack. Imperial ist der kleinste Konzern. Durch seine Konquistadoren ist Imperial auch verantwortlich für das Auffinden der Stahltafel auf Pluto, später auch der Entdeckung der dunklen Zitadelle auf Nero, und somit letztendlich für den Einfall der dunklen Legion, aber auch die Erfindung des Harrison-Antriebs welcher es der Menschheit nach dem Zusammenbruch ihrer Hochtechnologie wieder ermöglichte durch das All zu navigieren, wurde von Imperial bewerkstelligt.

### Mishima
Ein Konzern der sich an der Kultur Japans orientiert, was sich in Bewaffnung und anderem Gerät niederschlägt. Mishima hat durch die Dunkle Symmetrie am meisten gelitten da der Konzern Mikrotechnologie und KIs zum Kerngeschäft hatte. Mishima ist nicht immer eins mit der Bruderschaft und wird von vielen, wie auch Cybertronic, bereits auf dem Pfad des Bösen gesehen. Auch dieser Konzern baut intelligente Kampfroboter, welche als „Warheads“ bezeichnet werden, das Hauptquartier des Konzerns liegt auf dem Planeten Merkur.